# ريتيش أغاروال
ريتيش أغاروال (Ritesh Agarwal) هو رجل أعمال هندي ومؤسس والرئيس التنفيذي لشركة «أويو رومز». في عام 2020، أصبح ثاني أصغر ملياردير في العالم.

## السنوات المبكرة
ولد ريتيش أغاروال في بيسام كوتاك، في ولاية أوديشا، الهند، ونشأ في تيتيلاقاره. في سن 13، بدأ في بيع بطاقات السيم للهواتف النقالة. تخرج من مدرسة سانت جونز الثانوية وانتقل إلى دلهي في عام 2011 للدراسة في الكلية. ترك الكلية، وتم اختياره للحصول على زمالة بيتر ثيل في عام 2013. 

## المسار المهني
بدأ أغاروال بانشاء بوابة (Oravel Stays) لحجز الفنادق والإقامة الاقتصادية ذات الميزانية المحدودة.. في سبتمبر 2012، تم قبوله في برنامج التسريع من قبل (Venture Nursery)، ولاحقًا كان أحد الفائزين ببرنامج (Thiel Fellowship) لعام 2013، وحصل على منحة قدرها 100,000 دولار. تم إطلاق الشركة تحت اسم (OYO Rooms) في مايو 2013.
بحلول سبتمبر 2018 ، جمعت الشركة مليار دولار. في يوليو 2019، أفيد أن أغاروال اشترى ملياري دولار من الأسهم في الشركة، مما زاد حصته ثلاث مرات. قدرت ثروته الصافية في عام 2020 بحوالي 1.1 مليار دولار (7253 كرور روبية هندية) وفقًا لـ «قائمة هورون للاثرياء 2020» (Hurun Rich List 2020). وهو حاليًا ثاني أصغر ملياردير عصامي في العالم.

## روابط خارجية
- riteshagar على تويتر.